# Leichtathletik-Europameisterschaften 1950/Kugelstoßen der Frauen

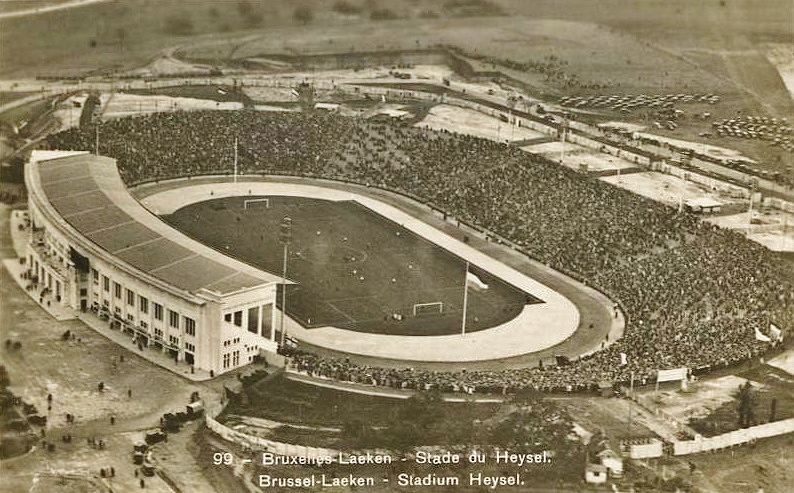
Das Brüsseler Heysel-Stadion in einer Luftaufnahme von 1935

Das Kugelstoßen der Frauen bei den Leichtathletik-Europameisterschaften 1950 wurde am 23. August 1950 im Heysel-Stadion der belgischen Hauptstadt Brüssel ausgetragen.
In diesem Wettbewerb gab es einen Doppelsieg für die sowjetischen Athletinnen. Europameisterin wurde Anna Andrejewa. Sie gewann vor Klawdija Totschonowa. Auf den dritten Platz kam die französische Olympiasiegerin von 1948 Micheline Ostermeyer.

## Rekorde

### Bestehende Rekorde
| Weltrekord           | 14,86 m | Anna Andrejewa     | Tiflis, damals Sowjetunion (heute Georgien) | 30. Oktober 1949 |
| Europarekord         | 14,86 m | Anna Andrejewa     | Tiflis, damals Sowjetunion (heute Georgien) | 30. Oktober 1949 |
| Meisterschaftsrekord | 14,16 m | Tatjana Sewrjukowa | EM in Oslo, Norwegen                        | 22. August 1946  |

### Rekordverbesserung
Die sowjetische Europameisterin Anna Andrejewa verbesserte den Meisterschaftsrekord um sechzehn Zentimeter auf 14,32 Meter. Zum Europa-, gleichzeitig Weltrekord, fehlten ihr 54 Zentimeter.

## Finale
23. August 1950, 17:25 Uhr

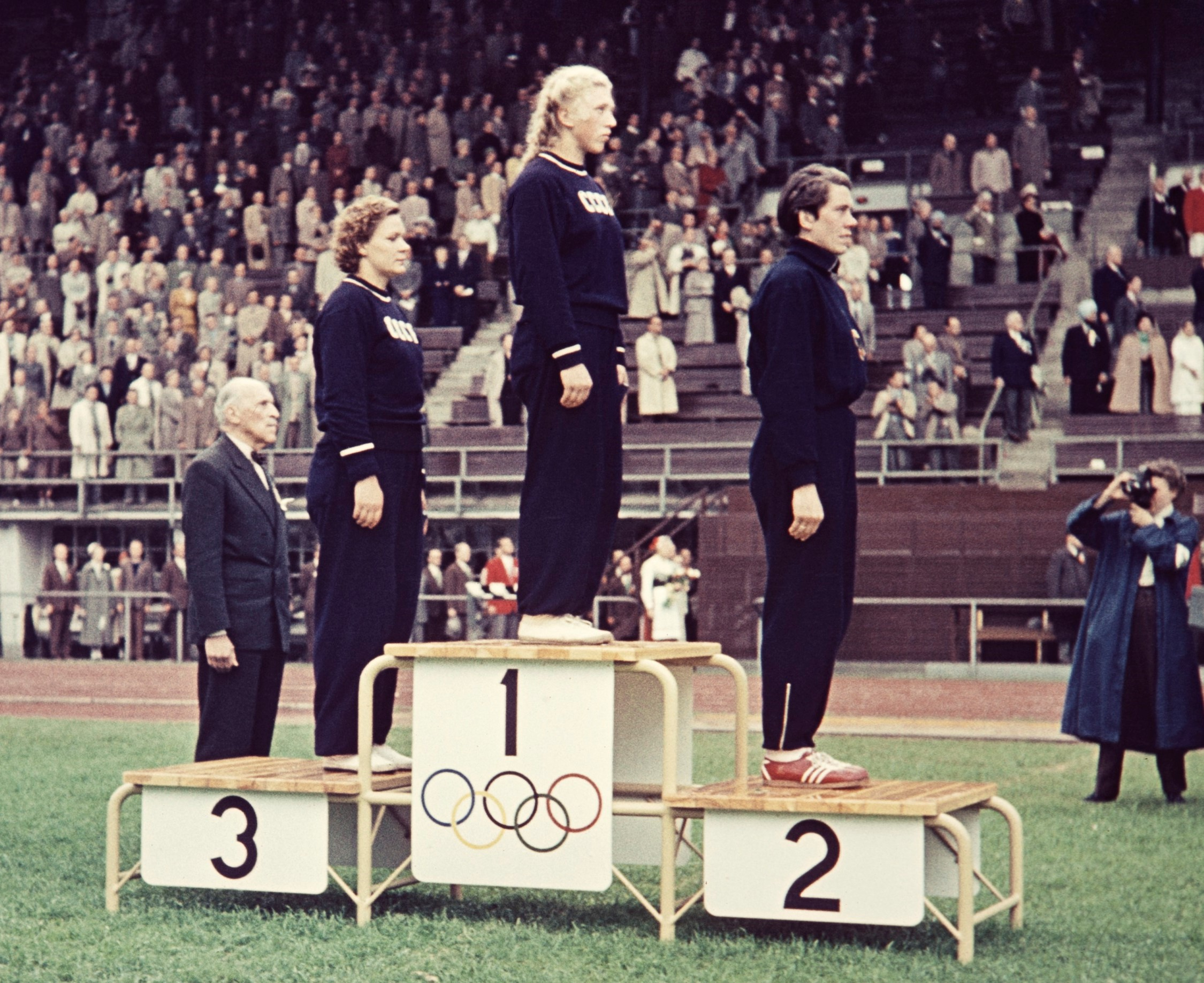
Siegerehrung des Kugelstoßens bei den Olympischen Spielen 1952, dort ganz links Vizeeuropameisterin Klawdija Totschonowa als damalige Silbermedaillengewinnerin und als damalige Siegerin die hier in Brüssel viertplatzierte Galina Sybina

Bekannt sind drei Resultate aus der Versuchsserie der siebtplatzierten Italienerin Amelia Piccinini:

12,26 m / 12,40 m / 12,54 m
| Platz | Name                 | Nation           | Weite (m) |
| ----- | -------------------- | ---------------- | --------- |
| 1     | Anna Andrejewa       | Sowjetunion      | 14,32 CR  |
| 2     | Klawdija Totschonowa | Sowjetunion      | 13,92     |
| 3     | Micheline Ostermeyer | Frankreich       | 13,37     |
| 4     | Galina Sybina        | Sowjetunion      | 13,07     |
| 5     | Magdalena Bregulanka | Polen            | 12,80     |
| 6     | Marija Radosavljević | Jugoslawien      | 12,75     |
| 7     | Amelia Piccinini     | Italien          | 12,40     |
| 8     | Nada Kotlušek        | Jugoslawien      | 12,34     |
| 9     | Jaroslava Jungrová   | Tschechoslowakei | 12,20     |
| 10    | Paulette Veste       | Frankreich       | 12,19     |
| 11    | Eivor Olson          | Schweden         | 11,90     |
| 12    | Nicole Oosterlynck   | Belgien          | 09,93     |

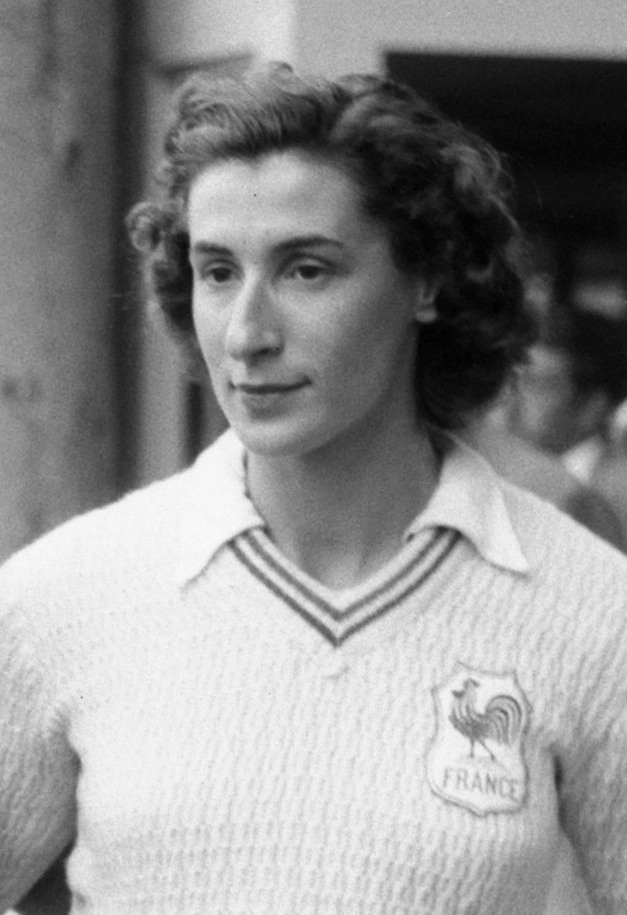
Die Olympiasiegerin von 1948 Micheline Ostermeyer gewann Bronze – auch Dritte über 80 m Hürden und Vierte im Diskuswurf
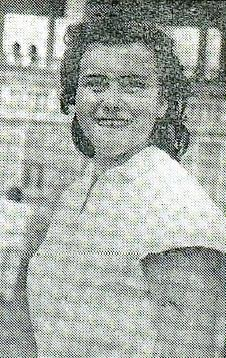
Nada Kotlušek kam auf den achten Platz
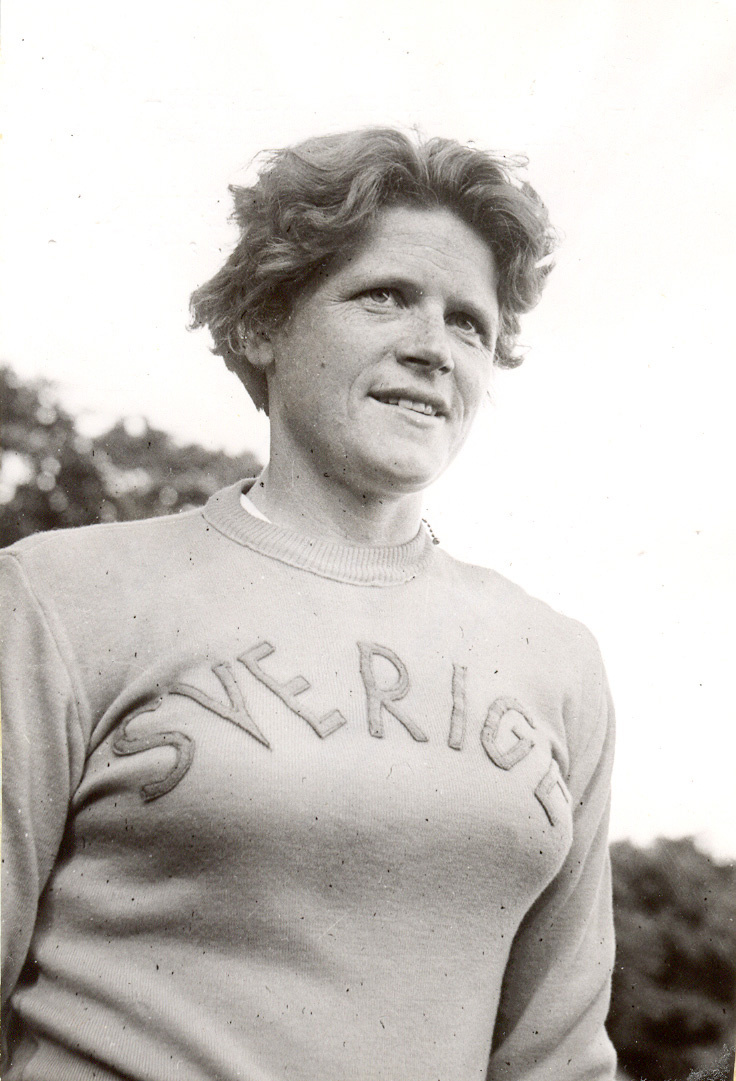
Eivor Olson belegte Rang elf